# Rudolf Matthies
Rudolf Matthies (* 31. Dezember 1909 in Zeitz; † 2. März 1996 in Elsterwerda) war ein deutscher Heimatforscher und Pädagoge im Kreis Bad Liebenwerda. 
Sein Bruder Hans Matthies war Architekt und Heimatpfleger in Lüdenscheid. 

## Leben

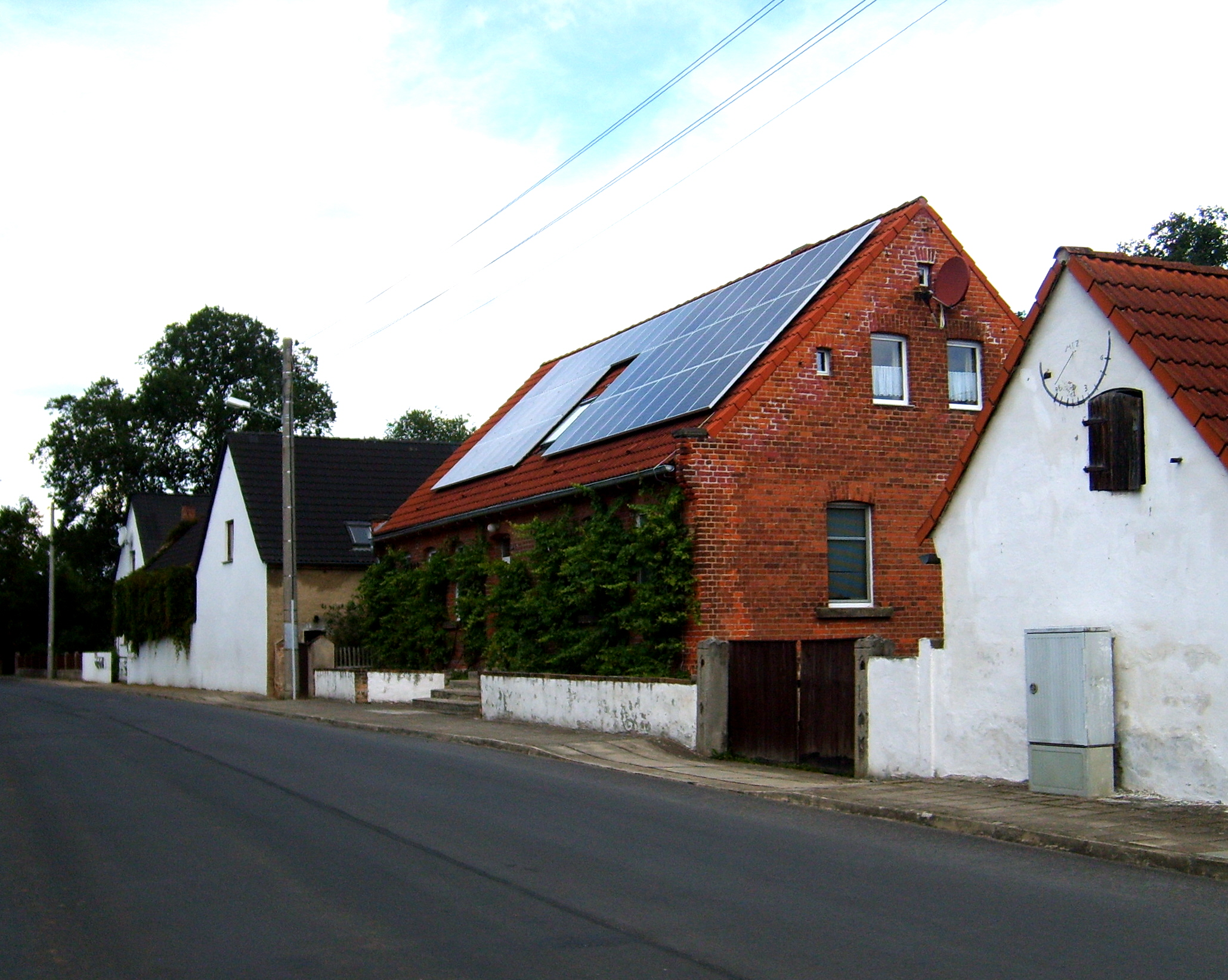
Wirkungsstätte und Wohnhaus – die 1861 erbaute Schule von Würdenhain

Rudolf Matthies studierte nach seinem Abitur in Zeitz (Sachsen-Anhalt) Pädagogik an der Universität Leipzig. Dem Studium folgte ab 1932 eine Referendarzeit im vogtländischen Weißensand, dem eine reguläre Anstellung in Lengenfeld folgte. Ab 1936 wurde er Lehrer in Theisa nahe der südbrandenburgischen Kurstadt Bad Liebenwerda. Bereits hier widmete er sich der Heimatgeschichte des damaligen Landkreises Liebenwerda und veröffentlichte Beiträge in der heimatkundlichen Schriftenreihe „Schwarze Elster“. Ab dem 1. Januar 1939 wurde Matthies Lehrer an der Würdenhainer Dorfschule. Wenig später wurde er 1940 zum Kriegsdienst einberufen, aus dem er Ende 1945 heimkehrte. Matthies, der sich später zum Fachlehrer für Mathematik qualifizierte, wurde 1961 Leiter der Schule Haida-Würdenhain, was er bis zum Eintritt ins Rentenalter blieb.
Neben seiner Tätigkeit als Lehrer verschrieb sich Rudolf Matthies, der unter anderem auch Mitarbeiter des Museums für Ur- und Frühgeschichte Potsdam war, der Heimatforschung des Altkreises Bad Liebenwerda. Im Jahr 1953 verfasste er im Rahmen des Nationalen Aufbauwerkes (NAW) die „Geschichte des Dorfes Würdenhain“. Außerdem verfasste Matthies zahlreiche Artikel und sammelte regionale Sagen, die unter anderem im „Heimatkalender für den Kreis Bad Liebenwerda“ veröffentlicht wurden.

## Werke und Veröffentlichungen (Auswahl)
- Aus der Geschichte des Dorfes Theisa. In: Die Schwarze Elster. Nr. 538, 1937.
- Aus der Geschichte des Dorfes Theisa (Fortsetzung). In: Die Schwarze Elster. Nr. 539, 1937.
- Aus der Geschichte des Dorfes Theisa (Schluß). In: Die Schwarze Elster. Nr. 540/541, 1937.
- Geschichte des Dorfes Würdenhain. 1953 (urz.tu-dresden.de [abgerufen am 14. März 2015] Aufgestellt im Rahmen des Nationalen Aufbauwerkes (NAW)).
- mit F. Scheibe: Vom alten Schloss zu Würdenhain. In: Heimatkalender für den Kreis Bad Liebenwerda. Bad Liebenwerda 1955, S. 85–89.
- Von Kobolden, Nixen und anderen Spukgestalten. In: Heimatkalender für den Kreis Bad Liebenwerda. Bad Liebenwerda 1955, S. 135–140.
- Auf alten Heidewegen. In: Heimatkalender für den Kreis Bad Liebenwerda. Bad Liebenwerda 1957, S. 51–55.
- Am Vogelherd. In: Heimatkalender für den Kreis Bad Liebenwerda. Bad Liebenwerda 1957, S. 70–71.
- Aus alten Akten des Amtes Mühlberg. In: Heimatkalender für den Kreis Bad Liebenwerda. Bad Liebenwerda 1957, S. 78–81.
- Gebt Freiheit! In: Heimatkalender für den Kreis Bad Liebenwerda. Bad Liebenwerda 1957, S. 87–92.
- Der Turmberg. In: Heimatkalender für den Kreis Bad Liebenwerda. Bad Liebenwerda 1957, S. 96–97.
- Die Vogelwelt an Elbe und Elster in früherer Zeit. In: Heimatkalender für den Kreis Bad Liebenwerda. Bad Liebenwerda 1957, S. 162–166.
- Wanderung durch Heide und Moor. In: Heimatkalender für den Bad Kreis Liebenwerda. Bad Liebenwerda 1958, S. 92–98.
- Der schwarze Tod. In: Heimatkalender für den Kreis Bad Liebenwerda. Bad Liebenwerda 1958, S. 109–112.
- Rund um den Oppach. In: Heimatkalender für den Kreis Bad Liebenwerda. Bad Liebenwerda 1958, S. 121–125.
- Der Schraden als altes Jagdgebiet. In: Heimatkalender für den Kreis Bad Liebenwerda. Bad Liebenwerda 1959, S. 91–95.
- Harzgewinnung einst und jetzt. In: Heimatkalender für den Bad Kreis Liebenwerda. Bad Liebenwerda 1959, S. 103–107.
- Vom Bauernlegen zur LPG. In: Heimatkalender für den Bad Kreis Liebenwerda. Bad Liebenwerda 1959, S. 140–146.
- Der Nix von Würdenhain. In: Heimatkalender für den Kreis Bad Liebenwerda. Bad Liebenwerda 1959, S. 191.
- Verwüstete Heimat. In: Heimatkalender für den Kreis Bad Liebenwerda. Bad Liebenwerda 1960, S. 142–148.
- mit Karl Graupner: Wo schwarze Elster und Röder entspringen. In: Heimatkalender für den Kreis Bad Liebenwerda. Bad Liebenwerda 1960, S. 171–173.
- Als in unseren Wäldern noch Elch und Wolf hausten. In: Heimatkalender für den Bad Kreis Liebenwerda. Bad Liebenwerda 1960, S. 174–176.
- Fünf Sagen. In: Heimatkalender für den Kreis Bad Liebenwerda. Bad Liebenwerda 1960, S. 204–207.
- Von Fischern und Fischen in früherer Zeit. In: Heimatkalender für den Bad Kreis Liebenwerda. Bad Liebenwerda 1961, S. 125–129.
- Die Prösener als Frauenhainer Gutsuntertanen. In: Heimatkalender für den Bad Kreis Liebenwerda. Bad Liebenwerda 1961, S. 142–146.
- Wir wollen die goldne Brücke bauen. In: Heimatkalender für den Bad Kreis Liebenwerda. Bad Liebenwerda 1961, S. 231–234.
- Die Sage erzählt. In: Heimatkalender für den Bad Kreis Liebenwerda. Bad Liebenwerda 1961, S. 236–240.
- Braunkohle in Domsdorf. In: Heimatkalender für den Bad Kreis Liebenwerda. Bad Liebenwerda 1962, S. 53–58.
- Wie Kotschka gegen die Jagddienste rebellierte. In: Heimatkalender für den Bad Kreis Liebenwerda. Bad Liebenwerda 1962, S. 106–108.
- Die Herrschaft Würdenhain. In: Heimatkalender für den Kreis Bad Liebenwerda. Bad Liebenwerda 1962, S. 112–116.
- Frisch - frei - stark - treu! In: Heimatkalender für den Kreis Bad Liebenwerda. Bad Liebenwerda 1962, S. 146–152.
- Der Vater der Agrarwissenschaft. In: Heimatkalender für den Bad Kreis Liebenwerda. Bad Liebenwerda 1962, S. 173.
- Heimatsagen von Zwergen und Elfen. In: Heimatkalender für den Bad Kreis Liebenwerda. Bad Liebenwerda 1962, S. 235.
- Juden in unserer Heimat. In: Heimatkalender für den Kreis Bad Liebenwerda. Bad Liebenwerda 1963, S. 131–135.
- Grabhügel in der Heide. In: Heimatkalender für den Kreis Bad Liebenwerda. Bad Liebenwerda 1963, S. 148–150.
- Wisente in der Liebenwerdaer Heide? In: Heimatkalender für den Kreis Bad Liebenwerda. Bad Liebenwerda 1963, S. 182–184.
- Das „herrlich schöne Gebäude“ der Klosterkirche Mühlberg. In: Heimatkalender für den Kreis Bad Liebenwerda. Bad Liebenwerda 1963, S. 214–215.
- Von unterirdischen Gängen und Schätzen. In: Heimatkalender für den Kreis Bad Liebenwerda. Bad Liebenwerda 1963, S. 223–226.
- Die Elsterbrücke zwischen Haida und Würdenhain. In: Heimatkalender für den Kreis Bad Liebenwerda. Bad Liebenwerda 1964, S. 108–110.
- mit M. Karl Fitzkow: Ihr Brücken unserer Sorgen. In: Heimatkalender für den Kreis Bad Liebenwerda. Bad Liebenwerda 1964, S. 102–110.
- Gerichtstage im alten Amt Mühlberg. In: Heimatkalender für den Kreis Bad Liebenwerda. Bad Liebenwerda 1964, S. 180–185.
- mit M. Kummer: Heimatkundliche Nachlese. In: Heimatkalender für den Kreis Bad Liebenwerda. Bad Liebenwerda 1964, S. 195–198.
- Mühlberger Sagen. In: Heimatkalender für den Kreis Bad Liebenwerda. Bad Liebenwerda 1964, S. 233–238.
- Die Hussiten in unserem Heimatgebiet. In: Heimatkalender für den Kreis Bad Liebenwerda. Bad Liebenwerda, S. 100–105 (1965/66).
- Puppenspieler. In: Heimatkalender für den Kreis Bad Liebenwerda. Bad Liebenwerda, S. 168–173 (1965/66).
- Wo die Röder mündet. In: Heimatkalender für den Kreis Bad Liebenwerda. Bad Liebenwerda, S. 223–225 (1965/66).
- Der Kreuzstein von Kröbeln. In: Heimatkalender für den Kreis Bad Liebenwerda. Bad Liebenwerda, S. 254 (1965/66).
- Heimatliche Teufels- und Hexensagen. In: Heimatkalender für den Kreis Bad Liebenwerda. Bad Liebenwerda, S. 255–259 (1965/66).
- 6. Buch Moses. In: Heimatkalender für den Kreis Bad Liebenwerda. Bad Liebenwerda, S. 260–261 (1965/66).
- Heimatsagen von Fuhrleuten und Postilionen. In: Heimatjahrbuch für den Kreis Bad Liebenwerda. Bad Liebenwerda, S. 91–96 (1969/70).
- Der Hexenmeister. In: Heimatkalender für den Kreis Bad Liebenwerda und das Mückenberger Ländchen. Bad Liebenwerda 1994, S. 214.
- Die Nixkeute bei Mühlberg. In: Heimatkalender für den Kreis Bad Liebenwerda und das Mückenberger Ländchen. Bad Liebenwerda 1994, S. 215.
- Das funkelnde Goldstück. In: Heimatkalender für den Kreis Bad Liebenwerda und das Mückenberger Ländchen. Bad Liebenwerda 1994, S. 216.